# ديفيد ويليام غوردون
ديفيد ويليام غوردون هو سياسي كندي، ولد في 27 فبراير 1832 في كندا العليا، وتوفي في 19 فبراير 1893 في نانيامو إي في كندا. حزبياً، نشط في Liberal-Conservative Party ‏. وقد انتخب عضو مجلس العموم الكندي.